# Anisoplia thessalica
Anisoplia thessalica är en skalbaggsart som beskrevs av Edmund Reitter 1889. Anisoplia thessalica ingår i släktet Anisoplia och familjen Rutelidae. Inga underarter finns listade i Catalogue of Life.